# 小行星2752
小行星2752（2752 Wu Chien-Shiung），又称为吴健雄星，是由紫金山天文台在1965年9月20日发现的主带小行星。
該小行星以美籍华人、著名的女核子物理学家吴健雄命名。